# Rob Elliot
Robert "Rob" Elliot, född 30 april 1986, är en irländsk fotbollsmålvakt som spelar för Gateshead.

## Karriär
Den 30 augusti 2011 värvades Elliot av Newcastle United, där han skrev på ett femårskontrakt. Den 7 september 2016 förlängde Elliot sitt kontrakt med fyra år. Efter nio år i Newcastle United lämnade Elliot klubben i juni 2020 i samband med att hans kontrakt gick ut.
Den 28 januari 2021 värvades Elliot av Watford, där han skrev på ett korttidskontrakt över resten av säsongen 2020/2021. I juni 2021 förlängde Elliot sitt kontrakt med två år. Elliot debuterade för Watford den 21 september 2021 i en 3–1-förlust mot Stoke City i Ligacupen, vilket var hans första tävlingsmatch sedan 2017.
Den 11 augusti 2022 fick Elliot en roll som teknisk direktör i Gateshead. Han registrerades även som spelare i laget.